# Мещанинов, Александр Павлович
Александр Павлович Мещанинов — доктор педагогических наук, профессор, проректор по научной работе ЧГУ им. Петра Могилы (Николаев).

## Биография
В 1973 году окончил Николаевский кораблестроительный институт по специальности «инженер-электрик». Работал стажером-исследователем, инженером, ассистентом, старшим преподавателем, доцентом кафедры электрооборудования судов. Проводил научные исследования в отрасли математического моделирования электроэнергетических систем на заказ научно-исследовательских институтов и производственных объединений.
В 1977 году в Киеве в Институте электродинамики АН УССР защитил кандидатскую диссертацию на тему «Разработка методов и эффективных алгоритмов для исследования систем возбуждения синхронных машин, которые содержат вентильных преобразователей».
С 1996 года — первый проректор, проректор по научной работе НаУКМА. С 2004 года и до сих пор — проректор по научной работе НГГУ имени Петра Могилы. 23 ноября 2005 года защитил в Киеве в Институте педагогики и психологии профессионального образования АПН Украины докторскую диссертацию на тему «Современные модели развития университетского образования на Украине: теория и методика».
В 2007 году стал обладателем титула «Горожанин года» (г. Николаев) в номинации «Высшая школа».

## Основные работы
- Мещанінов О. П. Моделювання систем: Навчальний посібник. — Миколаїв: Вид-во МФ НаУКМА, 2001. — 268 с (з грифом МОН)
- Мещанінов О. П. Моделювання систем. Концептуальні моделі та стратегії: Навчальний посібник. — Миколаїв: Вид-во МДГУ ім. Петра Могили, 2004. — 192 с (з грифом МОН)
- Мещанінов О. П. Моделювання розвитку систем: Навчальний посібник. — Миколаїв: Вид-во МДГУ ім. Петра Могили, 2004. — 228 с (з грифом МОН)
- Мещанінов О. П. Оцінка сталого розвитку університетської системи освіти в умовах ресурсних обмежень регіонів України: Методичні рекомендації. — Миколаїв: Вид-во МДГУ ім. Петра Могили, 2004. — 64 с.
- Мещанінов О. П. Сучасні моделі розвитку університетської освіти в Україні: Монографія. — Миколаїв: Вид-во МДГУ ім. Петра Могили, 2005. — 460 с.